# Eugeni IV
Eugeni IV (Venècia, 1383 - † Roma, 23 de febrer de 1447) va ser papa de l'Església Catòlica des del 1431 al 1447.
De nom Gabriele Condulmer, va néixer a Venècia en el si d'una família de mercaders adinerats. Va entrar a l'orde dels Celestins i va sorgir com una figura prominent durant el pontificat del seu oncle, el papa Gregori XII, qui el va nomenar bisbe de Siena, la qual cosa provocà la repulsa de la classe política de la ciutat -contrària al nomenament d'un bisbe estranger de 24 anys. Condulmer va renunciar al lloc, convertint-se llavors en el tresorer papal del seu oncle, Cardenal de San Marc i San Clement (Basíliques ambdues), i després cardenal de la Basílica de Santa Maria a Trastever.
Li va ser de molta utilitat al Papa Martí V, la qual cosa el va portar a ser ràpidament escollit com el seu successor. Va ser coronat a Roma l'11 de març del 1431. Abans de la seva elecció va firmar un acord per escrit amb els cardenals, en el qual es comprometia a distribuir-los la meitat dels guanys de l'Església i, en addició, va prometre consultar-los tot tipus d'interrogants d'importància, tant espirituals com temporals. En prendre la Cadira Papal, les seves mesures violentes en contra de les nombroses relacions establertes amb els Colonna pel seu predecessor, el Papa Martí V (Otó de Colonna), el van portar a tenir una seriosa confrontació amb aquesta poderosa família que recolzava els drets de Roma sobre els interessos del papat. La confrontació no va durar gaire, i ambdues parts van arribar a una treva poc després.
Tot i això, el fet de major importància en el pontificat d'Eugeni va ser la gran lluita entre el papa i el Concili de Basilea, part de l'històric moviment conciliar. El 23 de juliol de 1431, el seu legat va donar obertura al concili, el qual havia estat convocat per Martí V, però per no confiar en els seus propòsits i en observar la poca assistència, el papa va redactar una butlla el 18 de desembre del 1431, dissolent així el concili, i convocant-ne un altre perquè es reunís a Bolonya 18 mesos després. El concili va fer front a aquestes expressions prematures de prerrogativa papal.
Eugeni IV i Alfons el Magnànim van negociar un arranjament de les seves diferències en la primavera de 1443, donant lloc a un acord formal a Terracina el 14 de juny 1443. Sota els termes d'aquest tractat, Eugeni va reconèixer Alfons com a rei de Nàpols i del seu fill Ferran com a successor, a canvi del reconeixement d'Eugeni com a papa, i de retirar el suport a Fèlix V i el Concili de Basilea.
L'1 de gener del 1443 va fer una crida a contrarestar l'expansió de l'Imperi Otomà als Balcans i 1444 diversos monarques europeus van organitzar una croada comandada per Ladislau de Polònia, János Hunyadi, Voivode de Transsilvània i Felip III de Borgonya. Entre el 18 i el 22 de setembre un exèrcit croat travessava el Danubi provocant que els vassalls dels Balcans miressin de recuperar la independència i el gran visir va cridar a Murad II a dirigir l'exèrcit duent a confusió, ja que no estava clar si Murad II havia abdicat realment o seguia sent el sultà, però oficialment Mehmet II restava al tron. La croada culminà en una decisiva victòria otomana sobre els aliats croats en la batalla de Varna el 10 de novembre del 1444, en la qual Ladislau i el legat papal Julian Cesarini moriren.
Les profecies de San Malaquies es refereixen a aquest papa com Lupa Cælestina (Lloba alcavota), citació, que fa referència erròniament a la seva pertinença a l'Ordre Alcavota, quan en realitat era agustina. Així mateix, la citació recull que abans del seu pontificat va ser bisbe de Siena, les armes del qual representen una lloba.